# تشو جونغ-ريم
تشو جونغ-ريم هو سياسي كوري شمالي، ولد في 20 نوفمبر 1930 في Kankyōhoku Province ‏. نشط حزبياً في حزب العمال الكوري.